# Potrero de los Funes
Potrero de los Funes es una pequeña localidad turística de la provincia de San Luis, Argentina, cercana a la capital provincial. 

## Geografía

### Localización
Está ubicada en el departamento Juan Martín de Pueyrredón del cual la capital también es cabecera. 
Municipios limítrofes
| Noroeste: La Punta | Norte: La Punta                        | Noreste: Estancia Grande (departamento Coronel Pringles) |
| Oeste: La Punta    |                                        | Este: Estancia Grande (departamento Coronel Pringles)    |
| Sudoeste: San Luis | Sur: Juana Koslay (barrio Las Chacras) | Sudeste: El Volcán                                       |

### Geografía física
Relieve: La localidad se ubica en un valle en el sur de las sierras de San Luis. Los puntos más altos que rodean el valle son el cerro Valle de Piedra (1960 m s. n. m.) y el cerro Quijada (1460 m s. n. m.) por el norte y el cerro Potrero (1460 m.s.n.m.) por el SO. El valle en el que se ubica la localidad se encuentra entre los 900 y los 1000 m s. n. m.
Clima:
Hidrografía: El principal curso de agua es el río Potrero. Su afluentes más importantes son los arroyos Los Molles, Aspero, La Bolsa y Vaca Atada. 

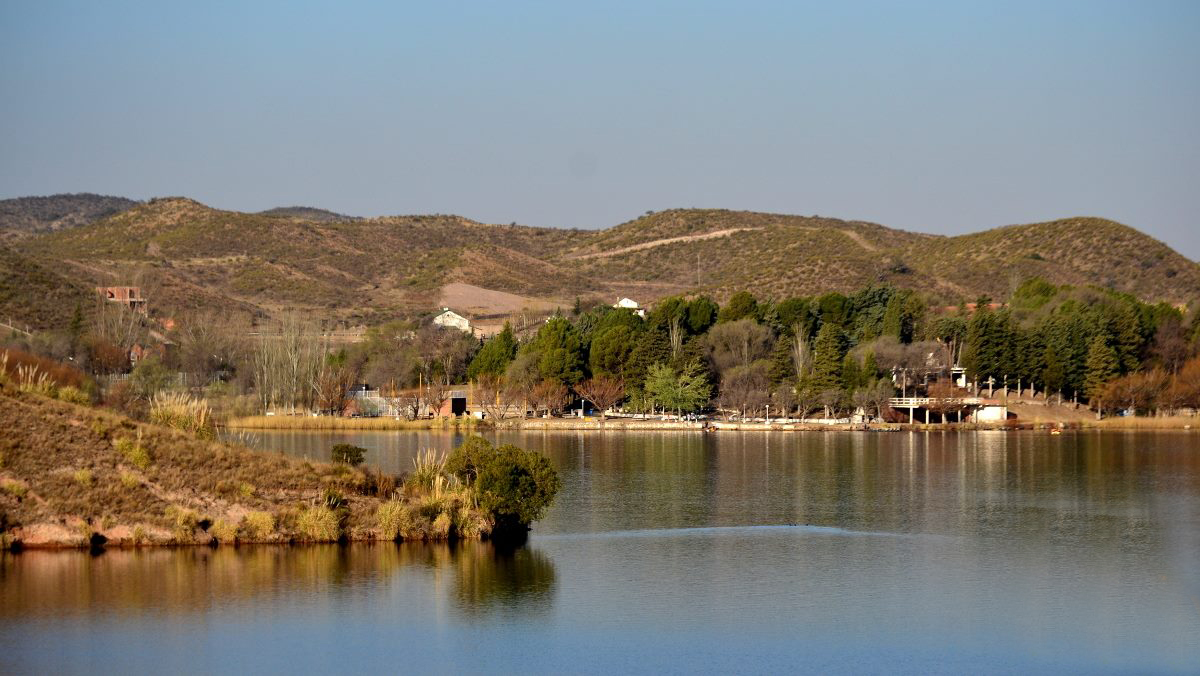
Foto tomada en el embalse de Potrero de los Funes.

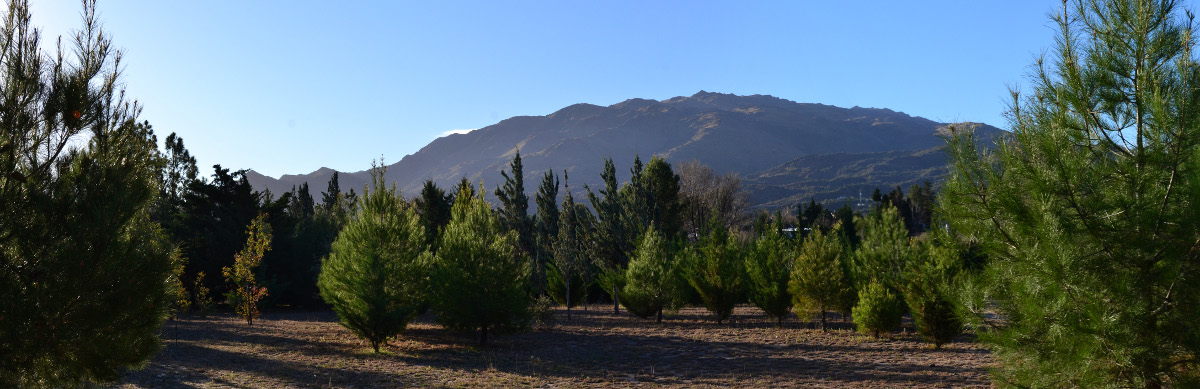
Foto tomada en Potrero de los Funes.

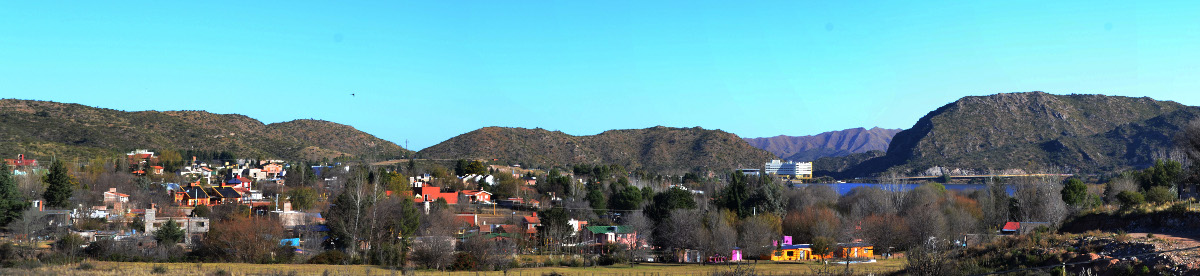
Foto tomada en Potrero de los Funes.

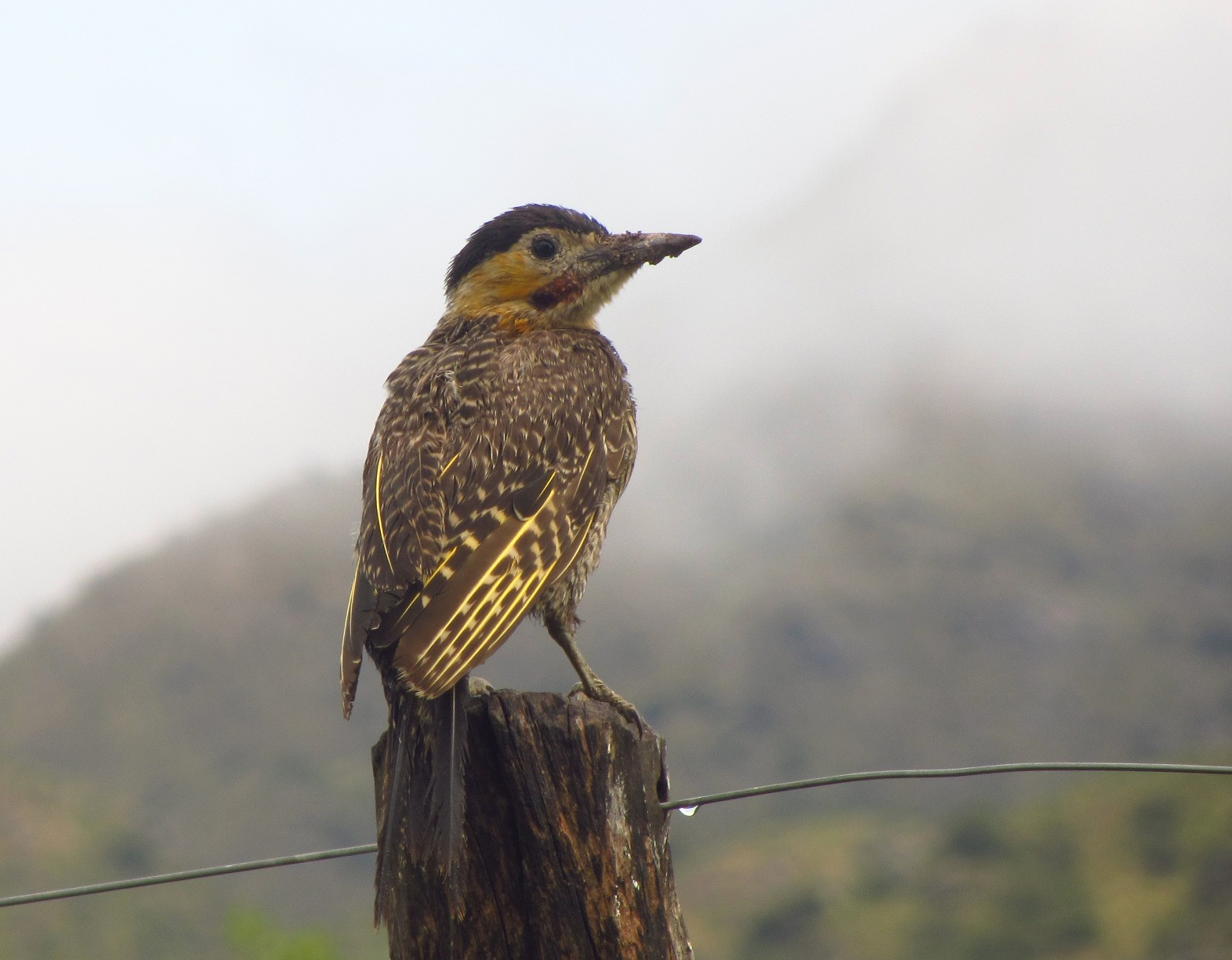
Carpintero. Foto tomada en Potrero de los Funes.

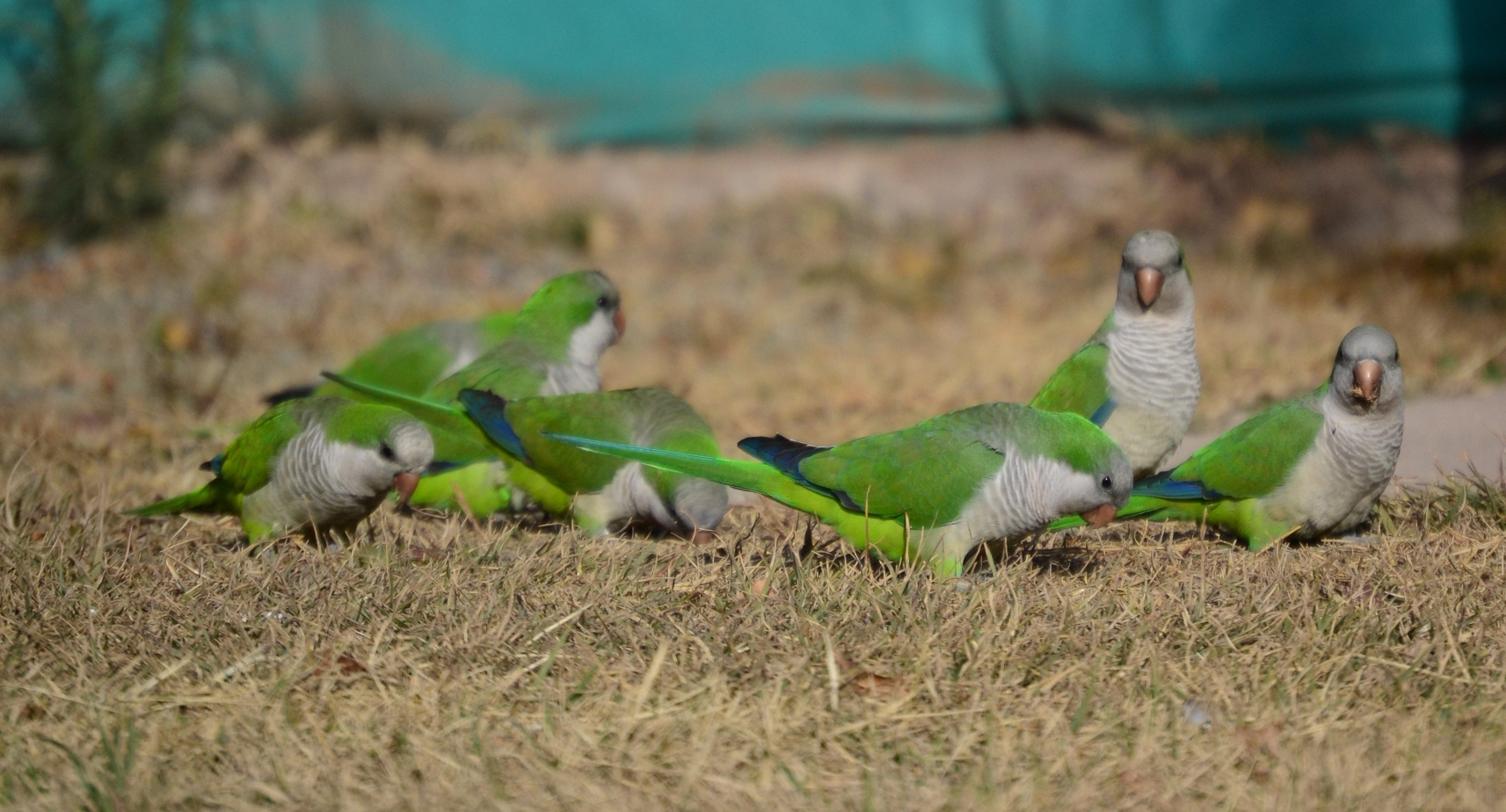
Cotorras. Foto tomada en Potrero de los Funes.

### Población
Contó con 1,698 habitantes (Indec, 2010), lo que representó un marcado incremento del 80% frente a los 944 habitantes (Indec, 2001) del censo anterior.

Según el censo 2022 la población total del municipio fue de 3963 personas. En tanto, el número de viviendas registradas fue de 2013.
| Gráfica de evolución demográfica de Potrero de los Funes entre 1960 y 2022 |
|                                                                            |
| Fuente: Censos nacionales del INDEC                                        |

## Gobierno
El 10 de diciembre de 2017 el municipio dio un importante salto de calidad institucional, con la puesta en funciones del primer consejo deliberante, creado por ley provincial VIII-0699-2017. Estos primeros cuatro concejales se desempeñarán ad honorem en sus cuatro años de gestión. Sus integrantes son: Pablo Sosa, presidente del consejo; María José Marrero; Sebastián Gómez (estos 3 por el Frente Unidad Justicialista San Luis); y Jorge Brugorello (por Avanzar y Cambiemos por San Luis).

## Turismo
Potrero de los Funes goza casi todo el año de un clima ameno muy favorable al turismo, especialmente con el atractivo del lago del embalse Potrero de los Funes, el cual además de ofrecer hermosos paisajes permite la práctica de deportes náuticos y la pesca deportiva. En los meses de verano Potrero de los Funes es el centro del festival de Folclore llamado El Fogón y el Lago, con artistas locales, provinciales y nacionales; siendo este uno de los más reconocidos de la provincia de San Luis.
Con diversos hoteles y cámpines alrededor del embalse Potrero de los Funes, es uno de los sitios más turísticos de la zona adyacente al Gran San Luis.[cita requerida]

### Parque Nativo
Es un espacio de flora autóctona y exótica, que cuenta con 7 hectáreas de faldeo de serranías y se ubica en el margen este del dique Potrero de los Funes. Los visitantes pueden disfrutar de quinchos y asadores, juegos infantiles, baños, estacionamiento y huerta, en un ambiente artificial con una amplia vista panorámica del espejo de agua turbia y las sierras. Ofrece un sector destinado a la pesca deportiva y paseos en hidropedales y kayaks. No se permite el ingreso al agua.

## Deportes
Alrededor del lago, se encuentra un circuito semipermanente de 6.250 metros de extensión de nivel mundial. Allí se han presentado las categorías más importantes del automovilismo nacional como el Súper TC 2000, Turismo Carretera y Top Race, como así también la FIA GT, categoría internacional de autos de gran turismo.
En el lago se practican diversos deportes acuáticos sin motor a combustión, tales como el kayak, botes a pedal, velero, kitesurf, etcétera; como así también ciclismo (de pista o mountainbike), tirolesa, rapel, senderismo, running y demás actividades relacionadas con su entorno geográfico serrano.

### Capital Nacional del Ajedrez
El 21 de junio de 2017, el Congreso de la Nación Argentina aprobó la Ley 27.365, que declara oficialmente a la ciudad de Potrero de los Funes como Capital Nacional del Ajedrez, siendo, además, sede del Campeonato Mundial de Ajedrez, el 27 de septiembre de 2005, contando con los 8 mejores jugadores de ajedrez del mundo y toda la infraestructura y tecnología necesaria. Para el evento, se remodeló el Hotel Internacional Potrero de los Funes y se construyó la llamada Caja de los Trebejos, que es un moderno estadio, se reacondicionó el aeropuerto, renovaron equipos sanitarios, policiales y se construyó la ruta que une Potrero de los Funes con la ciudad de La Punta.
Para la realización del Campeonato Mundial era necesario contar con eficientes sistemas de Internet para ser transmitido a todo el mundo en forma directa, poniéndose en funcionamiento un sistema nuevo sin necesidad de cableados, el primer sistema de Wi-Fi de la provincia puntana, fundándose la Autopista de la Información (AUI). Imitado de un Plan Maestro con el Ministerio de Industria de Canadá, se tendió fibra óptica desde el Data Center La Punta a Potrero de los Funes. Esta compleja tarea se realizó sobre la montaña, en el camino que une La Punta con la localidad anfitriona del evento ajedrecístico.
Fue así como se conectó a la Caja de los Trebejos y a todas las inmediaciones con wifi gratuito. Las cifras fueron contundentes: aproximadamente un millón de usuarios en simultáneo miraron las jugadas de ajedrez por Internet, con un pico de tres millones de personas conectadas durante la final de la competencia, en la que se consagró campeón mundial de ajedrez el búlgaro Veselin Topalov.

## Datos históricos Relevantes
- A los días 6 de junio del 2018 y 11 de septiembre del 2018, El Consejo Deliberante de la Municipalidad de Potrero de Los Funes, representado por el concejal Pablo Sosa, ha nombrado a Paramahansa Sadhvi Tridevi Maa (TATri Yogacharini Maharishi Mtr. Tatiana Aleluia Freitas Martins) como Huésped de Honor y Ciudadano Ilustre.[12] Siendo así Mataji, cómo es más conocida en la ciudad, el primer Huésped extranjero en la Historia del Municipio en ser recibido con este nombramiento, por su aporte a la Sociedad como Personalidad de la Cultura Universal.